# Love As A Foreign Language
Love As A Foreign Language ist eine Comic-Serie der kanadischen Comiczeichner J. Torres und Eric Kim. Sie handelt von Joel, der als Englischlehrer an einer koreanischen Schule unterrichtet. 

## Handlung
Joel hasst Korea. Warum er zugestimmt hat, dort zu unterrichten, kann er sich im Nachhinein selbst nicht erklären. Er wünscht sich, möglichst schnell wieder nach Hause zurückzukehren. Als er sich jedoch in Hana, die Sekretärin der Schule, verliebt, überlegt er, ein weiteres Jahr in Korea zu verbringen, obwohl das Land auf ihn wie ein „verrotteter, stinkender Ort aus mit seltsamen Leuten und noch seltsamerem Essen“ wirkt.
Im Laufe der Handlung kommen sich Joel und Hana zwar näher, doch fällt Joel aufgrund seines Hasses gegenüber der koreanischen Kultur häufig in Depressionen.

## Veröffentlichungen
Love As A Foreign Language erschien als eine Serie von sechs 72-seitigen Büchern bei Oni Press. Für Mai 2006 ist eine Wiederveröffentlichung im Sammelbandformat geplant. Dieser Sammelband ist als Love As A Foreign Language Omnibus betitelt und sammelt die ersten drei Bände.
Die deutsche Ausgabe von Love As A Foreign Language ist als dreibändige Ausgabe beim eidalon Verlag bzw. dessen neuem Label Modern Tales erschienen.